# La testa di Giano
La testa di Giano (Der Januskopf) è un film muto del 1920 diretto da Friedrich Wilhelm Murnau.
Liberamente tratto dal romanzo breve Lo strano caso del dottor Jekyll e del signor Hyde (1886) di Robert Louis Stevenson, è andato perso, e non ne rimangono che alcuni fotogrammi.
Quinta regia di Murnau, è considerato un film importante per la presenza del tema del doppio, naturalmente rielaborato nella maniera espressionistica e psicoanalitica tipica della cultura tedesca del periodo.
La traduzione letterale del titolo (La testa di Giano) è il riferimento ad una statua che sarebbe una specie di testimone muto dell'intera vicenda.

## Trama
In questa versione di Murnau del romanzo di Stevenson, il personaggio del dottor Jekyll si chiama dottor Warren e il suo alter ego Mr. Hyde si chiama invece mister O'Connor.
Il dottore è affascinato da un busto bifronte, acquistato da un antiquario, che raffigura il volto di un dio su un lato e un demone sull'altro, metafore della doppiezza della natura umana. Vorrebbe donare la statua alla ragazza che ama, Jane Lanyon, che però la rifiuta. Il busto si troverà poi nell'inquietante casa di Whitechapel dove abita O'Connor. Il dottore la riacquista ad un'asta e la riporta nel suo laboratorio. Il fascino della sinistra scultura tuttavia lo condurrà alla perdizione...

## Produzione
Le notizie sul film sono tratte dalla lettura del copione, commentata da Lotte H. Eisner.
Il film, composto di 6 atti, era lungo 2300 metri.
Lo sceneggiatore Hans Janowitz aveva collaborato alla sceneggiatura de Il gabinetto del dottor Caligari, ma qui fa scelte artistiche diverse e si allontana dallo stile linguistico dell'espressionismo. Adotta uno stile essenziale e solenne, non sottolinea gli elementi drammatici, ambienta le scene in esterni e dà poche istruzioni all'attore Conrad Veidt che interpreta il personaggio principale, lasciandolo libero nella recitazione.

## Prima
La prima del film avvenne il 26 agosto 1920 alla Marmorhaus.